# جیوان موکتا
جیوان موکتا (انگلیسی: jivanmukta)، نجات هنگام حیات، رستگاری، هر آنکه از قید شهوات و خواهش‌ها وارهد و به کلیه علایق و قیود امکانی پشت پا زند، و مطلق گردد به عالم اطلاق رسد که آن را موکتا (مکت) «mukta»، نجات گویند. در آن حالت به واقعیت اعلی آشنا شود زیرا روح مقام خود را شناخته‌است.

## آزادی و رستگاری در حیات و بعد ازمرگ
اگر رستگاری در ایام حیات دست دهد، آن را آزادی در ایام حیات «جیوان موکتا» (جیون مکت) گویند. حصول این حالت بعد از مرگ نیز میسر است و در این صورت آن را آزادی بدون جسم (بدیهه مکت Videha-mukti) نامند.

## انتزاعمفهوم آزادی
مفهوم آزادی و زنده آزادی (jivan mukta) از مبحث رنج جهانی انتزاع می‌گردد.
آدمی که در این حیات خاکی بقای سرمدی یافته‌است و در حد بین مرگ و حیات و در تناقض هستی و نیستی یک چند باز بر حسب اقتضای وجود زیست می‌کند، بسان فرزانه حکیمی است که در محور دایرهٔ هستی قرار ابدی یافته‌است.

## یوگی‌ها و سالکان طریق معنوی
جان‌های (souls) جیوان موکتاها (jivanmuktas)، یوگی‌ها و سالکان طریق معنوی با حوزهٔ دوم آگاهی با هم درآمیخته اند که فردیت آ نها، با روان‌های آگاه جدا شده، میل به کلیت (universaliy) دارد.